# Amarsinh Chaudhary
Amarsinh Chaudhary, född 31 juli 1941 i Surat, nuv. delstaten Gujarat i Indien, död 15 augusti 2004 i Ahmedabad av hjärtstillestånd på grund av lever- och njursvikt, var politiker (INC) och chefsminister (Chief Minister) i Gujarat 1985 - 1989. 